# Akut
| ◌´                         | ◌´                   |
| Diakritische Zeichen       | Diakritische Zeichen |
| Bezeichnung                | Zeichen              |
| -------------------------- | -------------------- |
| Akut, einfach              | ◌́                    |
| Akut, doppelt              | ◌̋                    |
| Breve, darüber             | ◌̆                    |
| Breve, darunter            | ◌̮                    |
| Cedille, darunter          | ◌̧                    |
| Cedille, darüber           | ◌̒                    |
| Gravis, einfach            | ◌̀                    |
| Gravis, doppelt            | ◌̏                    |
| Haken                      | ◌̉                    |
| Hatschek                   | ◌̌                    |
| Horn                       | ◌̛                    |
| Komma, darunter            | ◌̦                    |
| Koronis                    | ◌̓                    |
| Makron, darüber            | ◌̄                    |
| Makron, darunter           | ◌̱                    |
| Mittelpunkt                | ·                    |
| Ogonek                     | ◌̨                    |
| Punkt, darüber             | ◌̇                    |
| Punkt, darunter            | ◌̣                    |
| Querstrich                 | ◌̶                    |
| Ring, darüber              | ◌̊                    |
| Ring, darunter             | ◌̥                    |
| diakritischer Schrägstrich | ◌̷                    |
| Spiritus asper             | ◌̔                    |
| Spiritus lenis             | ◌̓                    |
| Tilde, darüber             | ◌̃                    |
| Tilde, darunter            | ◌̰                    |
| Trema, darüber             | ◌̈                    |
| Trema, darunter            | ◌̤                    |
| Zirkumflex                 | ◌̂                    |

Der Akut [aˈkuːt] (lateinisch acutus: ‚spitz‘, ‚scharf‘), entsprechend seiner Zeichengestalt auch Aufwärtsakzent, ist ein diakritisches Zeichen (ein Akzentzeichen), das sich in vielen modernen geschriebenen Sprachen findet, deren Alphabete auf dem lateinischen, kyrillischen oder griechischen Schriftsystem basieren.
Er besteht aus einem kurzen Strich von links unten nach rechts oben und steht über oder vor dem Buchstaben und kennzeichnet eine besondere Aussprache des Buchstabens oder die Wortbetonung.
Das symmetrische Gegenstück zum Akut ist der Gravis.

## Bedeutung und Funktion in verschiedenen Sprachen
Die Funktion des Akuts variiert in den verschiedenen Sprachen und wird hier der großen Vielfalt wegen nur exemplarisch dargestellt.

### Griechisch
Als erste europäische Schriftsprache verwandte das Altgriechische diese Akzentform seit dem 3. Jahrhundert v. Chr., zunächst als musikalischen Akzent für die ansteigende Tonhöhe, später als Betonungsakzent. Man nannte diesen Akzent προσῳδία ὀξεῖα prosōdía oxeía, ‚scharfer Zugesang‘. Das lateinische Wort acutus (‚scharf‘) übernahm diese zusätzliche Lehnbedeutung, und accentus acutus ist die wörtliche Übersetzung von προσῳδία ὀξεῖα.
Mit der neugriechischen Schriftreform von 1982 (siehe monotonische Orthographie) ersetzte der Akut die drei polytonischen Akzente Akut, Gravis und Zirkumflex. Er wird nun meist nicht mehr ὀξεῖα genannt, sondern τόνος (Tonos), womit der mehr als zweitausendjährige Bezug auf die ursprüngliche Kontur-Tonalität des Griechischen abgeschafft worden ist.

### Romanische Sprachen
Im Französischen verändert der Accent aigu die Aussprache. Das é ist ein geschlossenes e [⁠e⁠], vergleichbar dem e im deutschen See wie zum Beispiel: thé [te] ‚Tee‘, wohingegen ein bloßes e normalerweise für den Schwa-Laut /ə/ steht (im Französischen in Richtung ö verschoben) wie zum Beispiel: le [lə] ‚der‘.
Im Italienischen kennzeichnet der Accento acuto ein geschlossenes é, sowie seltener ein ó, in der betonten Silbe. Zum Beispiel: nonché [noŋ'ke] ‚sowie‘.
Im Spanischen markiert der Acento agudo die betonte Silbe, wenn von der allgemeinen Betonungsregel abgewichen wird. Zum Beispiel: río ['ɾiɔ] ‚Fluss‘ (anstatt etwa [ɾjɔ]) oder Cádiz ['kadiθ] (anstatt etwa [ka'diθ]).

### Slawische Sprachen

#### Polnisch
Eine Sonderform des Akuts ist die kreska (zu dt. „Linie, Strich“) im Polnischen. Es ist gegenüber dem (üblicherweise um 40 Grad gegenüber der Senkrechten geneigten) Akut um 25 Grad weniger stark geneigt (also nur 15 Grad gegenüber der Senkrechten geneigt) und markiert jeweils einen palatalen Laut. Betroffen sind die Buchstaben {ć}, {ń}, {ś} und {ź}. Das Graphem {ó} repräsentiert hingegen den Laut [u] wie im deutschen Wort „Mutter“, unterscheidet sich daher in phonetischer Hinsicht nicht vom polnischen {u}; es erklärt sich aus der sprachgeschichtlichen Entwicklung des polnischen Vokalsystems. Für die kreska existiert kein eigenes Unicode-Zeichen, so dass die Unterscheidung zwischen Akut und kreska zu verschwinden droht.

#### Tschechisch
Im Tschechischen heißt der Akut čárka und kennzeichnet seit dem 14. Jahrhundert die Länge der Vokale á, é, í, ó, ú, ý. Die Länge der langen Version entspricht etwa dem 2¾ fachen der kurzen Version. Für das lange u existiert daneben die Schreibweise ů, die anzeigt, dass der Laut hier sprachgeschichtlich aus einem langen o entstanden ist, oft im Nominativ Singular, z. B. „bůh“ (Gott) zu „boží“ (Gottes), „dům“ (Haus) mit „doma“ (zu Hause).

#### Slowakisch
Im Slowakischen wird er als dĺžeň bezeichnet und steht für lange Vokale (á, é, í, ó, ú, ý) oder lange silbische Konsonanten (ŕ, ĺ).

#### Mazedonisch
In der kyrillischen Schreibweise des Mazedonischen existieren die mit einem Akut versehenen Varianten Ѓ und Ќ der kyrillischen Buchstaben Г und К, die für eine Palatalisierung des jeweiligen Lauts stehen.

### Ungarisch
Im Ungarischen steht der Akut über einem langen Vokal, dessen Aussprache sich zusätzlich noch ändern kann (a, e, á, é). Weiterhin besitzt das Ungarische einen Doppelakut: Er modifiziert die kurzen Umlaute Ö, ö, Ü, ü (mit Umlautpunkten) zu langen Umlauten mit „Umlautstrichen“: Ő, ő, Ű, ű.

### Germanische Sprachen
Der Akut diente im Altisländischen/Altnordischen der Markierung von Langvokalen, wie durch den ersten grammatischen Traktat bekannt ist. – Im modernen Isländischen kommen noch alle Vokalbuchstaben außer <æ> und <ö> sowohl mit als auch ohne Akut, den man im Isländischen broddur (Stachel) nennt, vor: <a, á, e, é, i, í, o, ó, u, ú, y, ý>. Die alten Langvokale haben sich im Laufe der Jahrhunderte qualitativ verändert. Es kam wie im Deutschen zu Diphthongierung (hūs:Haus) oder Palatalisierung. Wie im Neuhochdeutschen ist die Länge von Vokalen im Neuisländischen nicht mehr absolut, sondern wird ausschließlich von der Silbenstruktur bestimmt. Jeder Vokal und Diphthong kann im Isländischen kurz oder lang sein. Der Akut bezeichnet daher heute keinen langen Laut, sondern einen anderen: <a> bezeichnet kurzes oder langes /a/, <á> dagegen kurzes oder langes /au/, <e> kurzes oder langes /ɛ/, <é> den steigenden Diphthong /jɛ/; <o> /o/, <ó> /ou/; <u> /ʏ/, <ú> /u/; <i> und der Umlaut <y> dumpfes /ɪ/, <í> und der Umlaut <ý> helles /i/. Da bis auf <ei> und <ey> für /ɛi/ alle Diphthonge durch Einzelbuchstaben mit Akut dargestellt werden, liegt zwischen zwei Vokalbuchstaben immer eine Silbengrenze:  <fáeineir> /fau|einɪr/ (wenige), <óa> /ou|wa/ (schaudern).
Im Dänischen und Norwegischen sieht man bei bestimmten Wörtern das é, wenn die besondere Betonung im Satz angezeigt werden soll: en bil ‚(irgend)ein Auto‘ gegenüber én bil ‚ein Auto (und nicht mehrere)‘ – ebenso im Niederländischen: een auto gegenüber één auto.
Im Schwedischen kommt der Akut nur in französischen Lehnwörtern vor (armé aus frz. armée), auch in ebensolchen, die im Französischen ohne Akzent auskommen (ateljé aus frz. atelier), und  zeigt die Betonung durch Druckakzent an (nicht zu verwechseln mit den beiden tonalen Akzenten des Schwedischen). Als Folge einer im 18. Jahrhundert in den „besseren Kreisen“ grassierenden französisierenden Modeerscheinung werden ferner auch einige genuin schwedische Familiennamen (Kastrén, Linné) bis heute mit Akut geschrieben.

### Irisch
Im Irischen dient der Akut (síneadh fada: ‚lange Streckung‘) zur Kennzeichnung langer Vokale.

### Vietnamesisch
In der vietnamesischen Schrift wird der Akut (dấu sắc) verwendet, um einen ansteigenden Ton anzuzeigen.

### Chinesisch
Die für die chinesische Sprache entwickelte Lautschrift mit lateinischen Buchstaben (Hanyu Pinyin) verwendet den Akut zur Bezeichnung des zweiten (ansteigenden) Tones.

## Darstellung auf dem Computer und dortige Verwendung

Ein vergrößerter Akut

### Zeichensätze
Im Zeichensatz ASCII kommt der Akut nicht vor.
In den Zeichensätzen der ISO-8859-Familie sind der Akut und einige Zeichen mit Akut enthalten, in ISO 8859-1 beispielsweise Áá Éé Íí Óó Úú Ýý.
Unicode enthält weitere fertig zusammengesetzte Zeichen mit Akut. Der freistehende Akut hat die Codenummer U+00B4. Zusätzlich kann der Akut als Kombinationszeichen mit dem Code U+0301 durch Nachstellen mit anderen Zeichen kombiniert werden.

### Fehlerhafte Anwendung
Häufig wird irrtümlicherweise ein über einem Leerzeichen freistehender Akut oder auch Gravis anstelle des Apostrophs verwendet. Zum Beispiel: „Mir geht´s gut“ statt „Mir geht’s gut“.

### TeX und LaTeX
TeX und LaTeX können beliebige Zeichen mit Akut darstellen. Es gibt dazu zwei verschiedene Befehle
- im Textmodus für den Textsatz erzeugt \'a ein á
- im mathematischen Modus für den Formelsatz erzeugt \acute a die Formel {\displaystyle {\acute {a}}}